# Myriopholis adleri
Myriopholis adleri — вид змій родини струнких сліпунів (Leptotyphlopidae). Мешкає в Західній і Центральній Африці.

## Поширення і екологія
Myriopholis adleri відомі з низки місцевостей, розташованих в Сенегалі (Кедугу, Колда), Буркіна-Фасо, Чаді (Бонгор), на крайній півночі Камеруну та в ЦАР (Бірао), а також спостерігалися на півночі Беніну, Гани і Того. Вони живуть в сухих саванах. Ведуть риючий спосіб життя. Живляться лише термітами.